# معدن مس نچانگا
معدن مس نچانگا، که قبلاً معدن مس چینگولا نام داشت، یک معدن کبالت و مس زیرزمینی و روباز در چینگولا، در استان کوپربلت زامبیا است. این بزرگ‌ترین معدن مس در آفریقا است. این معدن متعلق به معادن مس کانکولا، یک سرمایه‌گذاری مشترک بین ودانتا ریسورسز و شرکت معدنکاری دولتی زامبیا (ZCCM Investments Holdings) است.
آلودگی ناشی از معدن، منابع آب هزاران نفر از روستاییان اطراف را که منبع آب دیگری نداشتند، آلوده کرد و منجر به مشکلات سلامتی شد. روستاییان همچنین گزارش دادند که آلودگی به زمین‌های کشاورزی آسیب رسانده و میزان برداشت محصول را کاهش داده است. هزار و هشتصد روستایی در سال ۲۰۱۵ یک دعوی دسته جمعی (لونگو علیه ودانتا ریسورسز پی ال سی) علیه ودانتا ریسورسز در لندن مطرح کردند. این پرونده به دیوان عالی بریتانیا ارجاع شد و پیامدهای گسترده‌تری برای شرکت‌های استخراج منابع چندملیتی بریتانیایی که در خارج از کشور فعالیت تجاری دارند، داشت.

## شرح و مالکیت
معدن مس نچانگا یک معدن کبالت و مس در چینگولا، در استان کاپربلت زامبیا است. این معدن متعلق به معادن مس کانکولا، یک سرمایه‌گذاری مشترک بین شرکت بریتانیایی ودانتا ریسورسز و شرکت معدنکاری دولتی زامبیا است.
این معدن بزرگ‌ترین معدن مس در آفریقا است. عملیات استخراج هم به‌صورت روباز و هم به‌صورت زیرزمینی انجام می‌شود. این گودال بیش‌از چهار مایل طول، یک مایل عرض و ۱۶۰۰ فوت عمق دارد. این سایت دارای یک معدن، یک کارخانه ذوب، یک پالایشگاه و یک توده باطله به ارتفاع ۹۰ متر است.

## تاریخچه

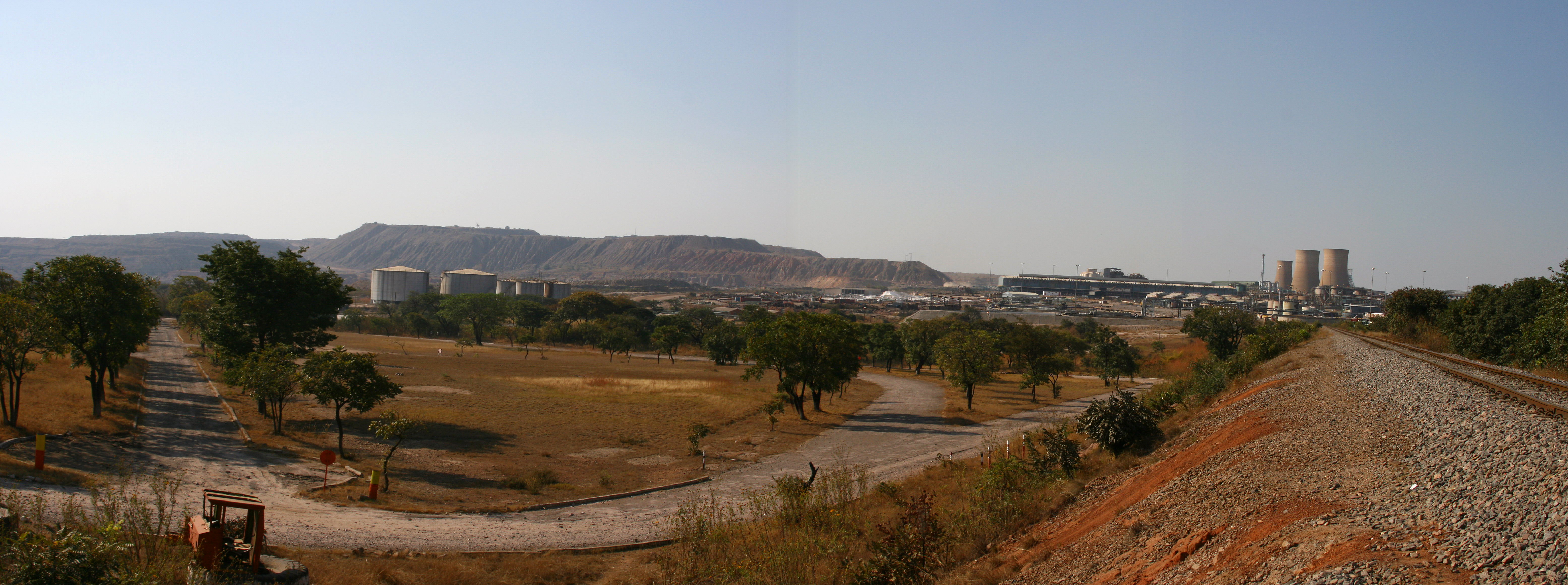
معدن در سال ۲۰۰۸

در سال ۲۰۱۱، دادگاه عالی لوساکا خواستار پرداخت ۱٫۳ میلیون پوند خسارت به ساکنان چینگولا شد که این مبلغ غرامت آلودگی رودخانه کافوئه به اسید سولفوریک در سال ۲۰۰۶ بود. در سال ۲۰۱۴، این معدن ۳۲۰ میلیون پوند سود داشت.
در سال ۲۰۱۵، ۲۵۰۰ نفر از جوامع هیپو پول، کاکوسا، شیمولالا و هلن ادعا کردند که این معدن دوباره نهر موشیشیما و رودخانه کافوئه را آلوده کرده است. بی‌بی‌سی گزارش داد که اسناد فاش‌شده‌ای را مشاهده کرده است که نشت اسید سولفوریک و سایر مواد شیمیایی سمی را که منابع آب متعلق به افرادی که در نزدیکی معدن زندگی می‌کنند، آلوده کرده است، تأیید می‌کند. این افشاگر که به مدت ۱۵ سال با شرکت کانکولا سی‌ام کار کرده است، ادعا می‌کند که از زمانی که ودانتا معدن را در سال ۲۰۰۴ خریداری کرد، برای صرفه‌جویی در هزینه‌های عملیات جاری، از برخی جزئیات صرف نظر شده است.
شرکت وندانتا ریسورسز بدون پذیرش مسئولیت قانونی، در سال ۲۰۲۱ با یک توافق مالی نامشخص موافقت کرد.
در سال ۲۰۲۰، صاحبان معدن اطلاع دادند که بارندگی باعث ریزش قریب‌الوقوع بخشی از معدن شده است. منطقه در معرض خطر، ۳۵۰ متر از لبه گودال را نشان می‌داد که انتظار می‌رفت ۲۰ میلیون تن مواد از آن فرو بریزد.

### تأثیر محیطی
در سال ۲۰۰۶، کشاورزان و ماهیگیران محلی گزارش دادند که نشت سولفات مس، رودخانه کافوئه را به رنگ آبی روشن درآورده و ۴۰٬۰۰۰ نفر تحت تأثیر آب مسموم قرار گرفته‌اند.
در سال ۲۰۱۵، این معدن زمین‌های کشاورزی روستایی در نزدیکی معدن را با سولفات مس آلوده کرد و تنها منبع آب آشامیدنی مدرسه محلی را نیز آلوده نمود. آلودگی، بوی زننده‌ای «بسیار قوی» به آب داده و آن را به رنگ نارنجی روشن درآورده بود. روستاییان گزارش دادند که محصولاتشان درحال از بین رفتن است و از مشکلات سلامتی مانند فلج رنج می‌برند.

## معدن روباز نچانگا
معادن روباز نچانگا در یک ساختار هلالی شکل، ۱۱ کیلومتر طول دارد و در اطراف شهر چینگولا در زامبیا قرار دارد. با پوشش نزدیک به ۳۰ کیلومتر مربع، دومین معدن روباز بزرگ جهان است. عمیق‌ترین قسمت گودال معدن ۴۰۰ متر پایین‌تر از فلات اطراف است.
استخراج روباز در نچانگا در سال ۱۹۵۵، در معدن روباز اصلی نچانگا آغاز شد. متعاقباً، نه معدن روباز متوسط، که به آنها معادن اقماری می‌گویند، نیز در یک برهه زمانی مورد استخراج قرار گرفته‌اند.
درحال‌حاضر، استخراج معدن بر روی معدن اصلی نچانگا متمرکز است و با توجه به پیشرفت‌های اقتصادی و فناوری فرآوری، برای توسعه‌های بعدی برنامه‌ریزی شده است. آنها با هم به‌طور کلی به‌عنوان معادن روباز نچانگا نامیده می‌شوند.

## معدن زیرزمینی نچانگا
معدن زیرزمینی نچانگا تقریباً ۴۵ درصد از کل تولید مس نچانگا را تشکیل می‌دهد. در طول ۱۰ سال گذشته، تولید سالانه به‌طور متوسط ۹۳۰۰ تن مس محتوی بوده است. درحال‌حاضر، سه توده معدنی مجزا وجود دارد که استخراج از آنها انجام می‌شود، توده معدنی پایینی (LOB)، بلوک «A» و چینگولا «B». این معادن به ترتیب ۶۳٪، ۳۵٪ و ۸٪ از تولید سنگ معدن مس را به خود اختصاص می‌دهند.

## کارخانه‌های فرآوری نچانگا
کارخانه‌های فرآوری نچانگا شامل دو کارخانه تغلیظ، ایست میل و وست میل و یک کارخانه لیچینگ باطله هستند.
کارخانه ایست میل سنگ معدن را از معادن روباز و کارخانه وست میل سنگ معدن را از معادن زیرزمینی فرآوری می‌کند. علاوه‌بر این، کبالت در کارخانه کبالت وست میل فرآوری می‌شود. کارخانه لیچینگ باطله، کاتد مس را از باطله‌های کارخانه تغلیظ و باطله‌های بازیافتی تولید می‌کند.